# 만수대대기념비

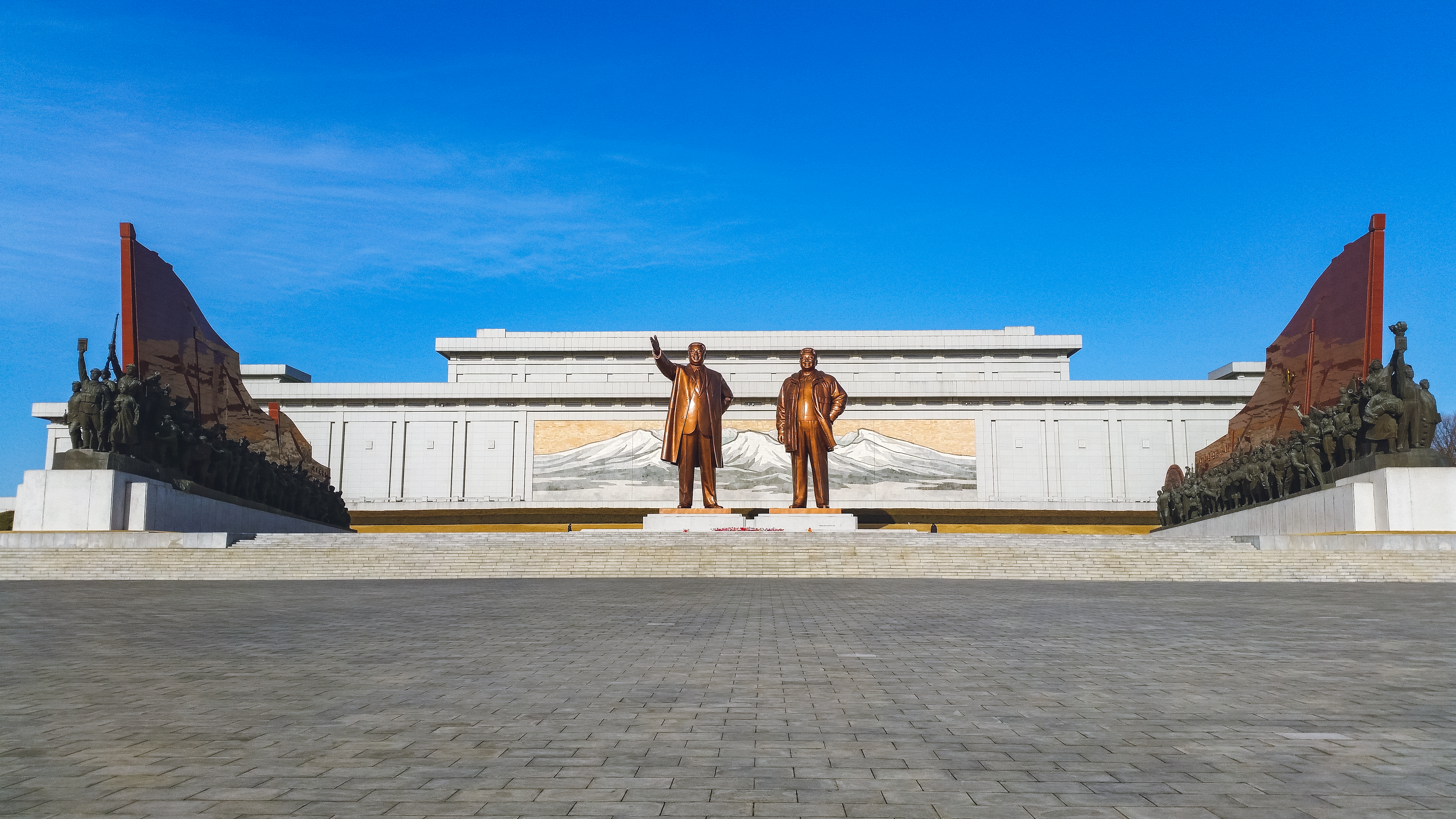
만수대대기념비

만수대대기념비(萬壽臺大紀念碑)는 조선민주주의인민공화국 평양직할시 중구역의 만수대에 위치한 기념비이다. 1972년 4월 김일성 주석의 60번째 생일에 맞춰 건립되었으며 만수대창작사에 의해 제작되었다. 2012년 4월에는 김정일 국방위원장의 동상이 추가로 세워졌다.
기념비 중앙에는 김일성과 김정일 동상이 세워져 있다. 기념비 뒤쪽에는 조선혁명박물관이 들어서 있다. 동상 양쪽에는 항일혁명투쟁탑, 사회주의 혁명 및 사회주의 건설탑이 세워져 있다. 조각상의 평균 높이는 5m, 기념탑의 높이는 22.5m, 기념탑의 길이는 50m, 전체 길이는 200m이다.

## 사진

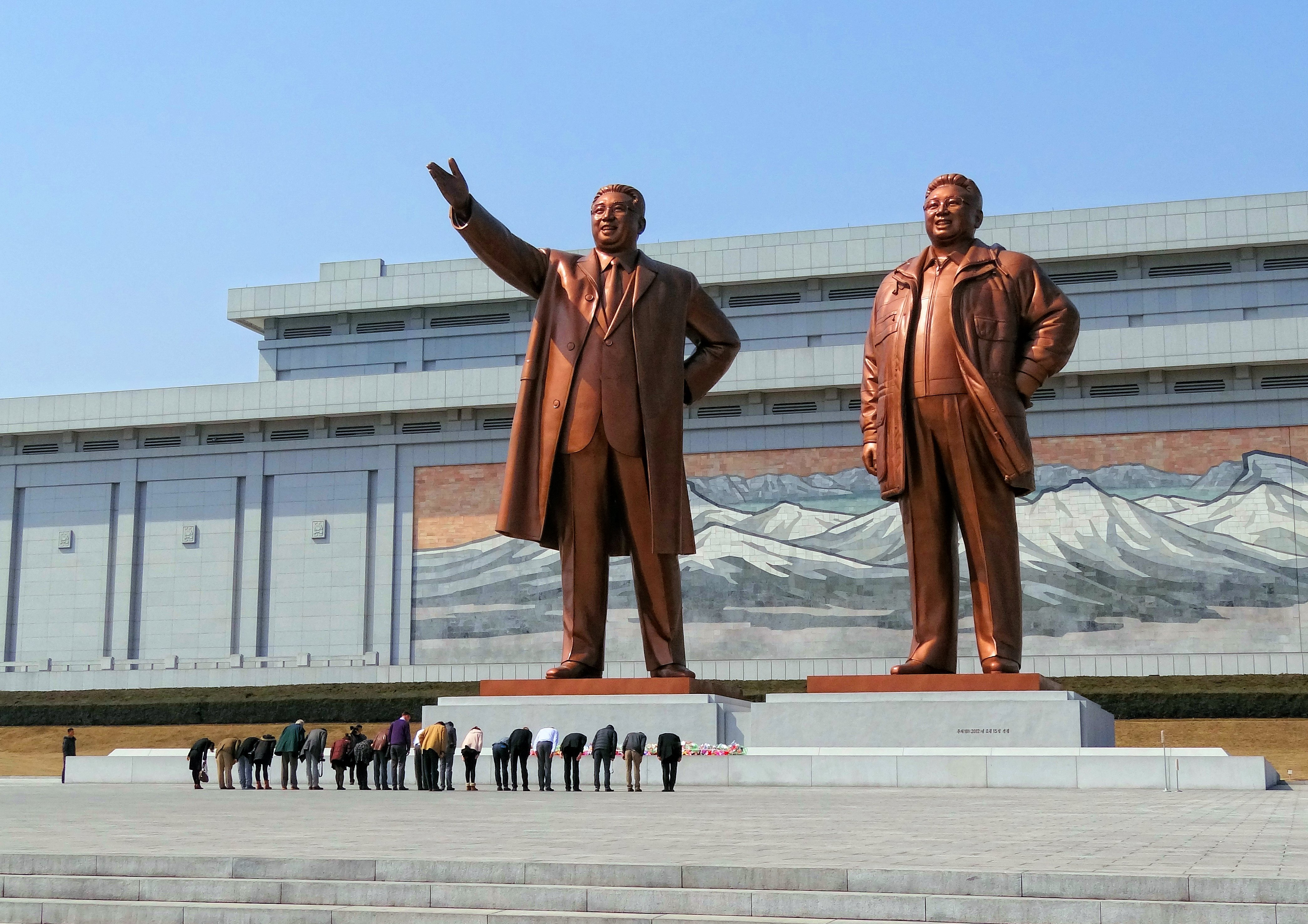
만수대대기념비 안에 세워진 김일성과 김정일 동상
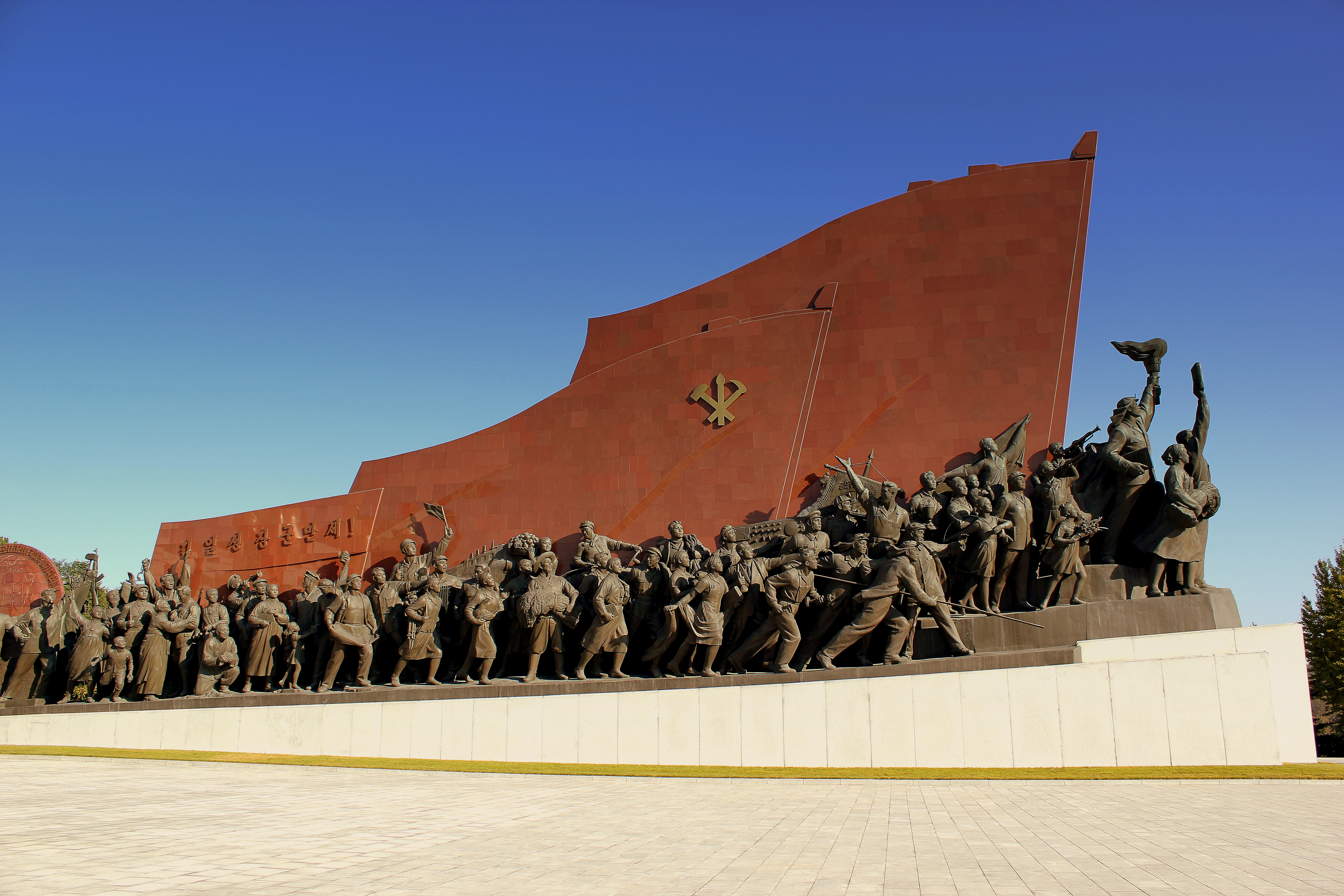
만수대대기념비 안에 세워진 기념탑
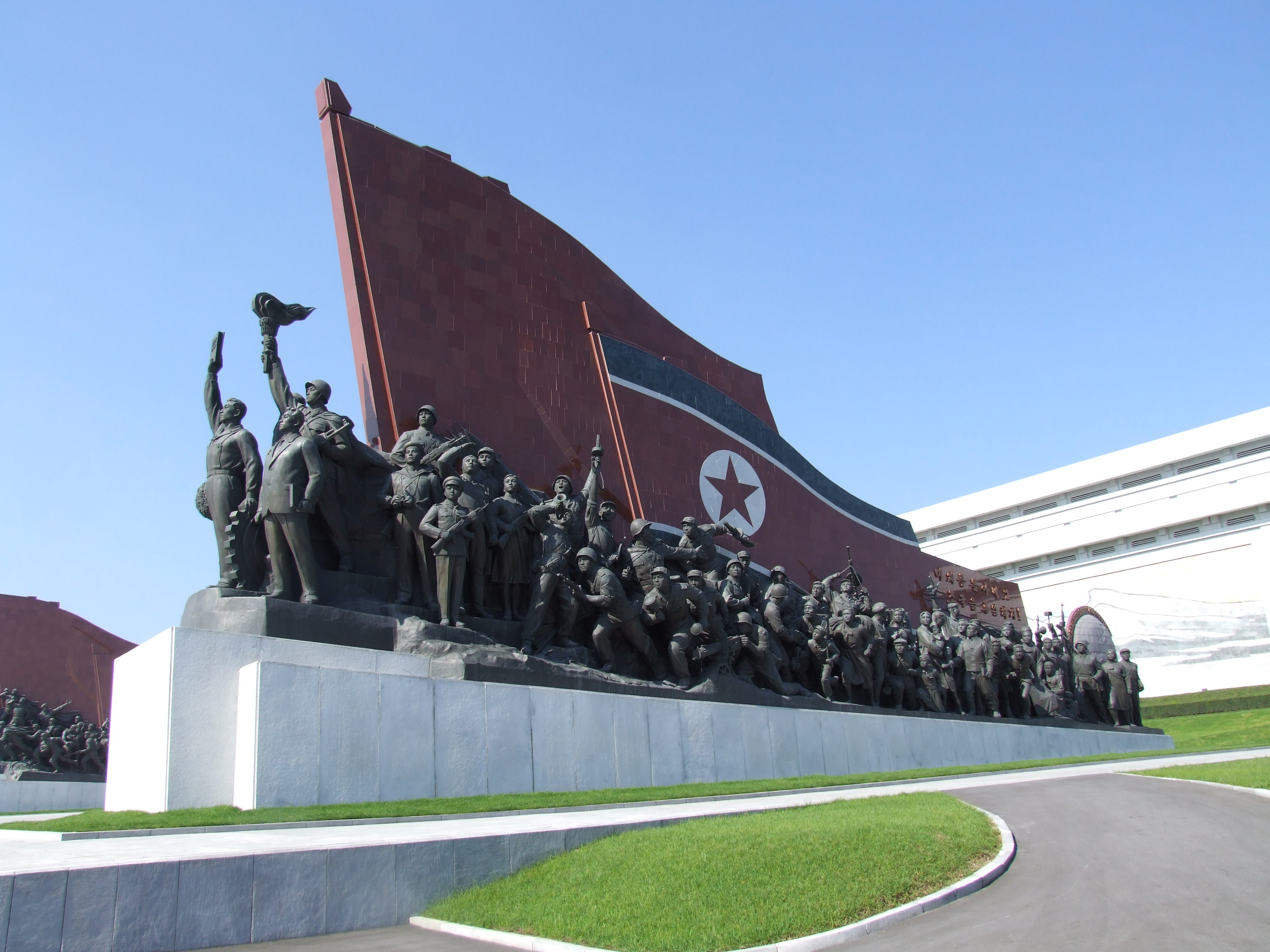
만수대대기념비 안에 세워진 기념탑
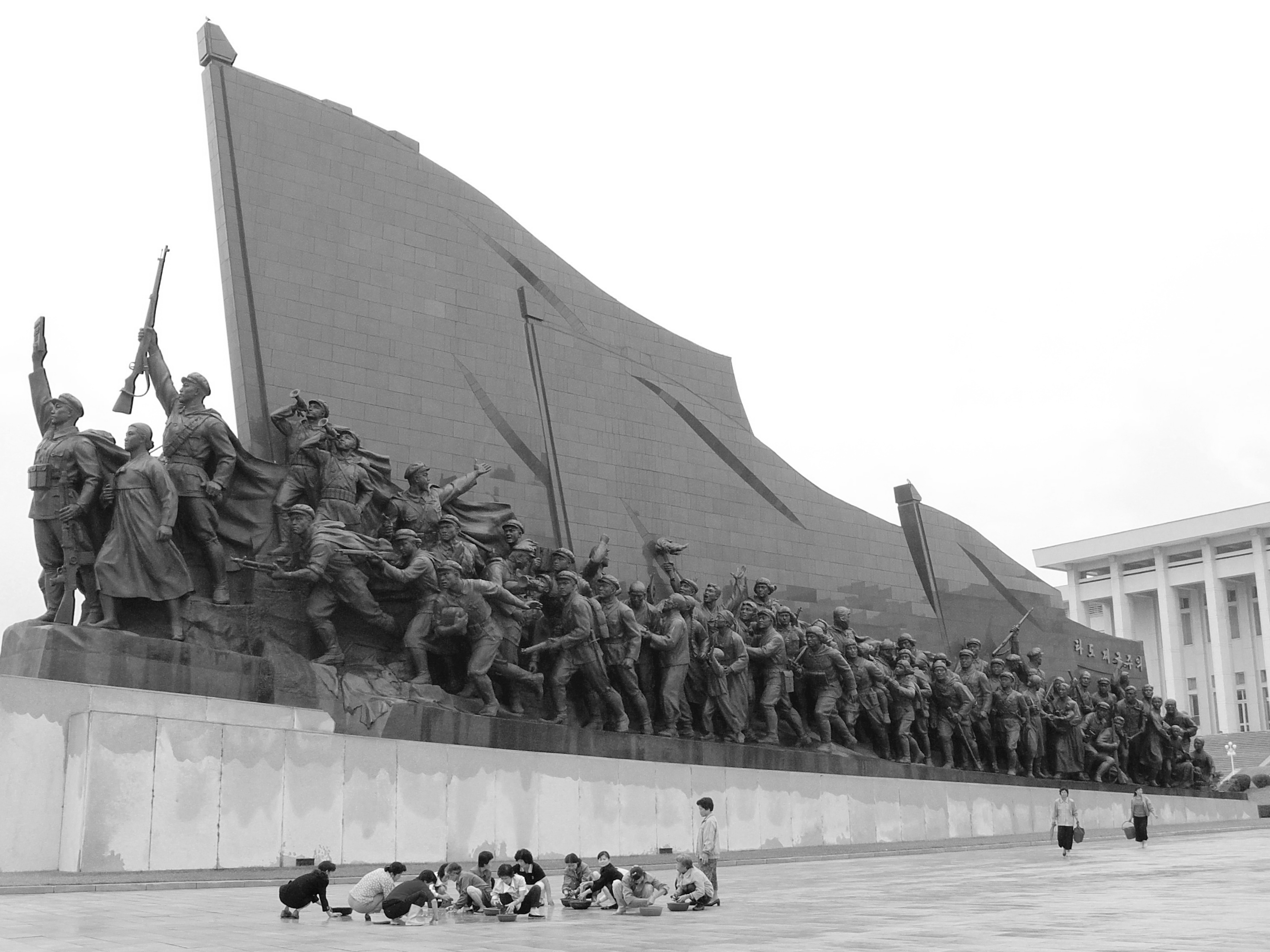
만수대대기념비 안에 세워진 기념탑